# 1035
1035 (MXXXV) var ett normalår som började en onsdag i den julianska kalendern.

## Händelser

### Oktober
- 18 oktober – Sancho III, den store, kung av Navarra och Kastilien, delar riket mellan sina tre söner, som därigenom får kungarikena Navarra, Kastilien (med Leon), Aragonien och dessutom markgrevskapet Barcelona (Katalonien), som numera endast till namnet är ett län under den franske kungen.[1]

### November
- 12 november – Vid Knut den stores död efterträds han som kung av Danmark och England av sin son Hardeknut (som nu får makten över landet norr om Themsen och först två år senare får makten över hela England). I Norge efterträds han av den stupade Olav den heliges son Magnus, som tar makten och avsätter Knuts ställföreträdare ladejarlen Sven Knutsson.

### Okänt datum
- Vilhelm Erövraren blir hertig av Normandie.
- Byggandet av Saint Sabinokatedralen påbörjas i Bari.
- Staden Koper får stadsrättigheter.

## Födda
- Urban II, född Odo av Lagery, påve 1088–1099.
- Wratislav II av Böhmen (omkring detta år).

## Avlidna
- 12 november – Knut den store, kung av England sedan 1016, av Danmark sedan 1018 och av Norge sedan 1028.
- Estrid, drottning av Sverige cirka 1000–1022, gift med Olof Skötkonung.
- Astrid Olofsdotter, svensk prinsessa, drottning av Norge cirka 1019–1028, gift med Olav den helige (död omkring detta år).

### Fotnoter
1. ↑  World Statesmen (läst 7 april 2011)